# Cube de Jérusalem
Le cube de Jérusalem est un solide fractal découvert par Eric Baird,. Sa construction est proche de celle de l'éponge de Menger, mais contrairement à celle-ci son rapport d'homothétie n'est pas entier ou fractionnaire et chaque itération crée des éléments autosimilaires de rang n+1 et n+2. Il est nommé ainsi en raison de la ressemblance avec la croix de Jérusalem.

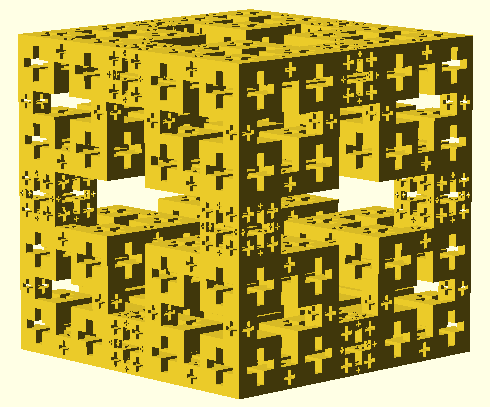
Cube de Jérusalem, itération 3

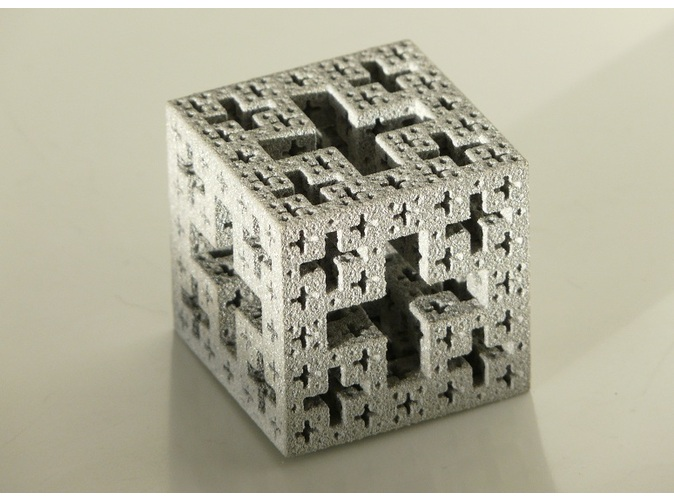
Impression 3D du cube de Jérusalem.

## Définition formelle
Soit le rapport d'homothétie:
{\displaystyle k={\sqrt {2}}-1}
Soient {\displaystyle f_{i}} les huit vecteurs de translation pour les positions des huit cubes de rang 1 à la première itération:
{\displaystyle \bigcup _{i=1}^{8}f_{i}={\Bigl \{}{\bigl (}a(1-k),b(1-k),c(1-k){\bigr )}{\big /}a,b,c\in \{0,1\}{\Bigr \}}}
Soient {\displaystyle g_{j}} les douze vecteurs de translation pour les positions des douze cubes de rang 2 à la première itération:
{\displaystyle \bigcup _{j=1}^{12}g_{j}={\Bigl \{}{\bigl (}a,b,c{\bigr )}{\big /}a,b,c\in \{0,k,1-k^{2}\}{\mbox{ et exactement un des }}a,b,c{\mbox{ vaut }}k{\Bigr \}}}
L'opération de translation de vecteur v d'un ensemble C de points p de {\displaystyle \textstyle \mathbb {R} ^{3}} est définie par:
{\displaystyle T_{v}(C)={\Bigl \{}p+v{\big /}p\in C{\Bigr \}}{\mbox{ où }}p+v{\mbox{ correspond à }}(p_{0}+v_{0},p_{1}+v_{1},p_{2}+v_{2})}
L'opération d'homothétie de ratio r d'un ensemble C de points p de {\displaystyle \textstyle \mathbb {R} ^{3}} est définie par:
{\displaystyle H_{r}(C)={\Bigl \{}rp{\big /}p\in C{\Bigr \}}{\mbox{ où }}rp{\mbox{ correspond à }}(rp_{0},rp_{1},rp_{2})}
Soit le cube unité:
{\displaystyle C_{0}={\Bigl \{}p={\bigl (}x,y,z{\bigr )}\in \left[0,1\right]^{3}{\mbox{ dans }}\mathbb {R} ^{3}{\Bigr \}}}
Le cube de Jérusalem d'itération n est défini par:
{\displaystyle C_{n}={\Bigl \{}\bigcup _{i=1}^{8}T_{f_{i}}{\bigl (}H_{k}(C_{n-1}){\bigr )}{\Bigr \}}\bigcup {\Bigl \{}\bigcup _{j=1}^{12}T_{g_{j}}{\bigl (}H_{k^{2}}(C_{n-1}){\bigr )}{\Bigr \}}}
Le cube de Jérusalem est finalement:
{\displaystyle C=\bigcap _{n\in \mathbb {N} }C_{n}}
C'est aussi la limite de {\displaystyle C_{n}} quand n tend vers l'infini, car nous avons {\displaystyle C_{n}\cap C_{n-1}=C_{n}}

## Construction
La construction du cube de Jérusalem peut se décrire sans expliciter son rapport d'homothétie:
1. Débuter par un cube.
2. Sur chaque face percer, à travers tout le cube, une croix, de façon à conserver dans les coins du cube initial huit cubes de rang suivant (+1) et dans le prolongement de chaque branche de croix un cube de rang +2 qui s'intercale entre les cubes de rang +1. Chaque cube de rang +2 a une arête alignée et centrée sur une des arêtes du cube initial. Le rapport des côtés d'un cube de rang +1 sur ceux du cube initial est égal au rapport des côtés des cubes de rang +2 sur ceux de rang +1, cette contrainte détermine la longueur et la largeur des branches de la croix.
3. Recommencer l'opération sur les cubes de rang +1 et +2

Chaque itération sur un cube ajoute huit cubes de rang +1 et douze cubes de rang +2, soit une multiplication par vingt comme pour l'éponge de Menger mais avec deux tailles de cube différentes.
Après un nombre infini d'itérations, le solide obtenu est le cube de Jérusalem.

## Propriétés
Le rapport d'homothétie pour l'autosimilarité du cube de Jérusalem se calcule à partir de l'observation d'une des faces du cube.
On obtient un nombre irrationnel, contrairement à de nombreuses autres fractales qui ont des rapports entiers ou fractionnaires.
Cette particularité implique que le cube ne peut pas se construire sur la base d'un quadrillage.
Ce rapport d'homothétie irrationnel contraste avec l'apparente simplicité de la construction du cube qui ne fait pas appel à des angles autres que des angles droits.

### Calcul du rapport d'homothétie
Soit cn la longueur du côté du cube composant de rang n.
Dans la largeur d'un cube composant nous avons deux cubes de rang +1 et un cube de rang +2, le côté d'un cube de rang n vaut donc :
{\displaystyle c_{n}=2c_{n+1}+c_{n+2}}
Par construction nous avons un rapport constant d'un rang à l'autre :
{\displaystyle k={\frac {c_{n+1}}{c_{n}}}={\frac {c_{n+2}}{c_{n+1}}}}
Nous en déduisons le rapport d'homothétie k :
{\displaystyle k={\sqrt {2}}-1\simeq 0,414}

### Dimension de Hausdorff
Pour le calcul de la dimension de Hausdorff du cube de Jérusalem, on reprend le rapport d'homothétie :
{\displaystyle k={\sqrt {2}}-1}
et en reprenant le schéma de construction du cube, tous disjoints, il vient que la dimension du cube d vérifie :
{\displaystyle 8k^{d}+12k^{2d}=1}
d'où une dimension de Hausdorff qui vaut exactement :
{\displaystyle d={\frac {\ln({\frac {\sqrt {7}}{6}}-{\frac {1}{3}})}{\ln({\sqrt {2}}-1)}}\simeq 2,529}
On remarquera qu'elle est inférieure à celle de l'éponge de Menger, d'environ 2,7268.

### Référence
1. ↑  Magazine Tangente n°150, l'art fractal (2013), p. 45.
2. ↑  Eric Baird, « The Jerusalem Cube », Alt.Fractals, 18 août 2011 (consulté le 13 mars 2013)